# Студеникин, Александр Петрович
Алекса́ндр Петро́вич Студени́кин (род. 9 декабря 1970) — российский государственный деятель, глава города Бийска с 22 декабря 2017 года по 22 декабря 2022 года.

## Биография
Александр Студеникин родился 9 декабря 1970 года в городе Бийске.
В 1994 году он окончил Алтайский государственный технический университет им. И.И. Ползунова по специальности «Автоматизированное производство химических предприятий».
В 1994—2014 годах работал на ФКП «Бийский олеумный завод».
В 2012 году прошёл профессиональную переподготовку по программе управленческих кадров для организации народного хозяйства РФ.
В августе 2014 года был назначен заместителем начальника МКУ «Управление капитального строительства Администрации города Бийска». С октября 2014 года по декабрь 2015 года являлся начальником МКУ «Управление капитального строительства Администрации города Бийска».
С декабря 2015 года по март 2016 года был начальником Межрегионального отдела по надзору за объектами нефтегазодобывающей, нефтехимической и нефтегазоперерабатывающей промышленности и объектами нефтепродуктообеспечения Сибирского управления Федеральной службы по экологическому, технологическому и атомному надзору.
С марта по май 2017 года исполнял обязанности начальника МКУ «Управление жилищно-коммунального хозяйства, благоустройства и дорожного хозяйства Администрации города Бийска».
С 10 мая 2017 года был назначен заместителем главы Администрации города Бийска, осуществляющим координацию деятельности структурных подразделений по исполнению полномочий Администрации города в сфере жилищно-коммунального хозяйства, благоустройства и дорожного хозяйства.
С 16 июня 2017 года исполнял обязанности главы Администрации города Бийска.
22 декабря 2017 года был избран главой города Бийска на заседании Думы города Бийска.
30 марта 2021 года после предоставления ежегодного отчёта Дума города Бийска вынесла неудовлетворительную оценку работе, и Александр Студеникин заявил об отставке. После этого, на портале Change.org была создана петиция с требованием немедленного отчёта о работе городской думы. Петиция собрала почти полторы тысячи подписей менее чем за два дня.
2 апреля 2021 года стало известно о том, что Александр Студеникин забрал заявление об отставке.
22 декабря 2022 года на посту главы города Бийска его сменил Виктор Щигрев.